# Amole (Einheit)
Amole, selten Amola
war ein italienisches Volumenmaß und galt auf Sardinien als Weinmaß.
- 1 Amole = 0,8779 Liter
- 1 Barile = 90 Amole = 3983,4 Pariser Kubikzoll = 79,0161 Liter[2]

Die Maßkette war
- 1 Mezzarola = 2 Barili = 100 Pinti = 180 Amole = 7966,8 Pariser Kubikzoll = 158,0322 Liter